# Bukó sirály
A bukó sirály (Larus pacificus) a madarak (Aves) osztályába a lilealakúak (Charadriiformes) rendjébe, ezen belül a sirályfélék (Laridae) családjába tartozó faj.
A magyar név forrással nincs megerősítve.

## Előfordulása
Ausztrália nyugati és déli tengerparti részén honos, kóborlásai során a szárazföld belsőbb területeire is eljut.

## Alfajai
- Larus pacificus georgii P. P. King, 1827
- Larus pacificus pacificus Latham, 1801

## Megjelenése
Testhossza 58–66 centiméter, szárnyfesztávolsága 137–157 centiméter, testtömege pedig 900–1200 gramm. A felnőtt példány háta, szárnyai és a farka fekete, a tollazata többi része fehér. Lába és erős csőre sárga, kivéve a hegyét ami vörös. A fiatalok barna színűek.
|  |  |  |

## Életmódja
A víz alá bukással szerzi halakból, rákokból, tintahalakból álló táplálékát. Kirabolja más madarak fészkét, esetleg a kisebb madarakat is megfogja.

## Szaporodása
Sziklákra építi növényi anyagokból készített fészkét.